# Импульс
И́мпульс, коли́чество движе́ния — векторная физическая величина, являющаяся мерой механического движения тела. 
В классической механике импульс тела равен произведению массы {\displaystyle m} этого тела на его скорость {\displaystyle {\vec {v}},} направление импульса совпадает с направлением вектора скорости:
{\displaystyle {\vec {p}}=m{\vec {v}}.}
В релятивистской физике импульс вычисляется как
{\displaystyle {\vec {p}}={\frac {m{\vec {v}}}{\sqrt {1-v^{2}/c^{2}}}},}
где {\displaystyle c} — скорость света в вакууме; в пределе малых {\displaystyle v} формула переходит в классическую.
Важнейший физический закон, в котором фигурирует импульс тела, — второй закон Ньютона:
{\displaystyle {\frac {{\mbox{d}}{\vec {p}}}{{\mbox{d}}t}}={\vec {F}},}
здесь {\displaystyle t} — время, {\displaystyle {\vec {F}}} — сила, приложенная к телу.
В записи через импульс (в отличие от {\displaystyle {\vec {F}}=m{\vec {a}},} {\displaystyle {\vec {a}}} — ускорение) закон применим не только в классической, но и в релятивистской механике.
В самом общем виде, определение звучит: импульс — это аддитивный интеграл движения механической системы, связанный согласно теореме Нётер с фундаментальной симметрией — однородностью пространства.
Понятие «импульс» имеет обобщения в теоретической механике, для случая наличия электромагнитного поля (как для частицы в поле, так и для самого поля), а также в квантовой механике.
В немецком и английском языках существуют близко к русскому термину звучащие слова (нем. Impuls, англ. impulse). Но если в немецкоязычной физической литературе под Impuls'ом понимается то же, что и в русскоязычной, то в англоязычном научном мире закрепилось представление об impulse как о действии силы на тело в течение некоторого времени, что в русском языке получило отдельное составное определение импульс силы (см. раздел «История термина» ниже). Переводом же термина «импульс» является английское слово англ. momentum.

## История появления термина
Средневековые натурфилософы, в соответствии с учением Аристотеля, полагали, что для поддержания движения непременно требуется некоторая сила, без силы движение прекращается. Часть учёных выдвинула возражение против этого утверждения: почему брошенный камень продолжает двигаться, хотя связь с силой руки утрачена?
Для ответа на подобные вопросы Жан Буридан (XIV век) изменил ранее известное в философии понятие «импетус». По Буридану, летящий камень обладает «импетусом», который сохранялся бы в отсутствие сопротивления воздуха. При этом «импетус» прямо пропорционален скорости. В другом месте он пишет о том, что тела с бо́льшим весом способны вместить больше импетуса.
В первой половине XVII века Рене Декартом было введено понятие «количества движения». Он предположил, что сохраняется количество движения не только одного тела, изолированного от внешних воздействий, но и любой системы тел, взаимодействующих лишь друг с другом. Физическое понятие массы в то время ещё не было формализовано — и он определил количество движения как произведение «величины тела на скорость его движения». Под скоростью Декарт подразумевал абсолютную величину (модуль) скорости, не учитывая её направление. Поэтому теория Декарта согласовывалась с опытом лишь в некоторых случаях (например, Валлис, Рен и Гюйгенс в 1678 году использовали её для исследования абсолютно упругого столкновения в системе центра масс).
Валлис в 1668 году первым предложил считать количество движения не скалярной, а направленной величиной, учитывая направления с помощью знаков «плюс» и «минус». В 1670 году он окончательно сформулировал закон сохранения количества движения. Экспериментальным доказательством закона послужило то, что новый закон позволял рассчитывать неупругие удары, а также удары в любых системах отсчёта.
Закон сохранения количества движения был теоретически доказан Исааком Ньютоном через третий и второй закон Ньютона. Согласно Ньютону, «количество движения есть мера такового, устанавливаемая пропорционально скорости и массе».
Слово «импульс» произошло от латинского лат. impulsus (в переводе «толчок») и первоначально означало импульс силы {\displaystyle Ft} . Такое же значение имеет слово англ. impulse в английском языке. Но в немецком языке слово нем. Impuls стало обозначать количество движения {\displaystyle mv}. В современной русской терминологии словом «импульс» обозначается количество движения.

## Формальное абстрактное определение
Импульсом называется сохраняющаяся физическая величина, связанная с однородностью пространства (то есть инвариант относительно трансляций).
Из свойства однородности пространства следует независимость лагранжиана замкнутой системы от её положения в пространстве: для хорошо изолированной системы её поведение не зависит от того, в какое место пространства она помещена. По теореме Нётер из этой однородности следует сохранение некоторой физической величины, которую и называют импульсом.
В разных разделах физики применительно к реальным задачам даются более конкретные определения импульса, с которыми можно работать и производить расчёты.

## Определения импульса тела в механике

### Классическая механика
В классической механике полным импульсом системы материальных точек называется векторная величина, равная сумме произведений масс материальных точек на их скорости:
{\displaystyle {\vec {p}}=\sum _{i}m_{i}{\vec {v}}_{i}.}
Соответственно, величина {\displaystyle {\vec {p}}_{i}=m_{i}{\vec {v}}_{i}} называется импульсом одной материальной точки. Это векторная величина, направленная в ту же сторону, что и скорость частицы. Единицей измерения импульса в Международной системе единиц (СИ) является килограмм-метр в секунду (кг·м/с).
Импульс тела конечных размеров находится путём его мысленного разбиения на малые части, которые можно считать материальными точками, с последующим интегрированием по ним:
{\displaystyle {\vec {p}}=\int \rho (x,y,z){\vec {v}}(x,y,z)dxdydz.}
Стоящее под интегралом произведение {\displaystyle {\vec {s}}=\rho {\vec {v}}} называют плотностью импульса ({\displaystyle \rho } — просто плотность).

### Релятивистская механика
В релятивистской механике импульсом системы материальных точек называется величина:
{\displaystyle {\vec {p}}=\sum _{i}{\frac {m_{i}{\vec {v}}_{i}}{\sqrt {1-v_{i}^{2}/c^{2}}}},}
где {\displaystyle m_{i}} — масса {\displaystyle i}-й материальной точки, {\displaystyle {\vec {v}}_{i}} — её скорость.
Также вводится четырёхмерный импульс, который для одной материальной точки массой {\displaystyle m} определяется как:
{\displaystyle p_{\mu }=(E/c,{\vec {p}})=\left({\frac {mc}{\sqrt {1-v^{2}/c^{2}}}},{\frac {m{\vec {v}}}{\sqrt {1-v^{2}/c^{2}}}}\right).}
На практике часто применяются соотношения между массой {\displaystyle m}, импульсом {\displaystyle \mathbf {p} } и энергией {\displaystyle E} частицы:
{\displaystyle E^{2}-\mathbf {p} ^{2}c^{2}=m^{2}c^{4},\qquad \qquad \mathbf {p} ={\frac {E}{c^{2}}}\,\mathbf {v} .}

## Свойства импульса
- Аддитивность. Это свойство означает, что импульс механической системы, состоящей из материальных точек, равен сумме импульсов всех материальных точек, входящих в систему[4].
- Инвариантность абсолютной величины импульса по отношению к повороту ИСО[4]. При этом в общем случае при смене ИСО инвариантности импульса или его модуля нет ни в релятивистской механике, ни в классическом пределе.
- Причиной изменения импульса со временем является сила (по второму закону Ньютона, {\displaystyle {\mbox{d}}{\vec {p}}/{\mbox{d}}t={\vec {F}}}).
- Сохранение. Импульс системы, на которую не действуют никакие внешние силы (или они скомпенсированы), сохраняется во времени: {\displaystyle {\mbox{d}}{\vec {p}}/{\mbox{d}}t=0} (см. статью Закон сохранения импульса).

Сохранение импульса следует из второго и третьего законов Ньютона: записав второй закон для каждой из составляющих систему материальных точек, представив силу, действующую на каждую точку, как внешнюю {\displaystyle {\vec {F}}_{i,ext}} плюс силу взаимодействия со всеми остальными точками, затем просуммировав, получим:
 {\displaystyle {\frac {d{\vec {p}}}{dt}}=\sum _{i}{\frac {d{\vec {p}}_{i}}{dt}}=\sum _{i}{\vec {F}}_{i}=\sum _{i}\left({\vec {F}}_{i,ext}+\sum _{j,j\neq j}{\vec {F}}_{i,j}\right)=\sum _{i}{\vec {F}}_{i,ext}+\sum _{i}\sum _{j,j\neq i}F_{i,j}.}
Первое слагаемое равно нулю из-за компенсации внешних сил, а второе — вследствие третьего закона Ньютона (слагаемые {\displaystyle {\vec {F}}_{a,b}} и {\displaystyle {\vec {F}}_{b,a}} в двойной сумме попарно уничтожают друг друга).

Импульс не изменяется при взаимодействиях, изменяющих лишь механические характеристики системы. Это свойство инвариантно по отношению к преобразованиям Галилея. Свойства сохранения кинетической энергии, сохранения импульса и второго закона Ньютона достаточно для получения математического выражения импульса.
При наличии электромагнитного взаимодействия между материальными точками третий закон Ньютона может не выполняться — и тогда сохранения суммы импульсов точек не будет. В таких случаях, особенно в релятивистской механике, удобнее включать в понятие «система» не только совокупность точек, но и поле взаимодействия между ними. Соответственно, будут учтены не только импульсы составляющих систему частиц, но и импульс поля взаимодействия. При этом вводится величина — тензор энергии-импульса, которая в полной мере удовлетворяет законам сохранения.
Что касается 4-импульса, то для системы не взаимодействующих материальных точек их совокупный 4-импульс равен сумме по всем частицам. При наличии взаимодействия такое суммирование теряет смысл.

## Обобщённый импульс

### В теоретической механике в целом
В теоретической механике обобщённым импульсом называется частная производная лагранжиана системы по обобщённой скорости:
{\displaystyle p_{i}={{\partial {\mathcal {L}}} \over {\partial {\dot {q}}_{i}}}.}
Обобщенный импульс, как и не обобщённый, может обозначаться буквой {\displaystyle {\vec {p}};} обычно из контекста ясно, о чём идёт речь.
Размерность обобщённого импульса зависит от размерности обобщённой координаты. Если размерность {\displaystyle q_{i}} — длина, то {\displaystyle p_{i}} будет иметь размерность обычного импульса, если же координатой {\displaystyle q_{i}} выступает угол (величина безразмерная), то {\displaystyle p_{i}} обретёт размерность момента импульса. Если лагранжиан системы не зависит от некоторой обобщённой координаты, то из уравнений Лагранжа {\displaystyle dp_{i}/dt=0.}
Если обобщённая координата — это обычная координата (и тогда её производная по времени — просто скорость), а внешних полей нет, обобщённый импульс тождественен обычному. Так, для свободной частицы функция Лагранжа имеет вид:
{\displaystyle {\mathcal {L}}=-mc^{2}{\sqrt {1-v^{2}/c^{2}}}}, отсюда: {\displaystyle {\vec {p}}=m{\vec {v}}/{\sqrt {1-v^{2}/c^{2}}}}.

### Для частицы в электромагнитном поле
В электромагнитном поле лагранжиан частицы будет отличаться от приведённого выше наличием дополнительных членов, а именно {\displaystyle {\mathcal {L}}=-mc^{2}{\sqrt {1-v^{2}/c^{2}}}-q\varphi +q{\vec {v}}\cdot {\vec {A}}.} Соответственно, обобщённый импульс частицы равен (в системе СИ):
{\displaystyle \mathbf {P} ={\frac {m\mathbf {v} }{\sqrt {1-v^{2}/c^{2}}}}+q\mathbf {A} ,}
где {\displaystyle \mathbf {A} } — векторный потенциал электромагнитного поля, {\displaystyle q} — заряд частицы; в выражении для {\displaystyle {\mathcal {L}}} фигурировал также скалярный потенциал {\displaystyle \varphi }. Этот импульс, обозначенный {\displaystyle \mathbf {P} } и связанный с обычным как {\displaystyle \mathbf {P} =\mathbf {p} +q\mathbf {A} }, иначе именуется каноническим, он сохраняется при наложении магнитного поля.

## Импульс электромагнитного поля
Электромагнитное поле, как и любой другой материальный объект, обладает импульсом, который можно найти, проинтегрировав вектор Пойнтинга по объёму. Для случая вакуума:
{\displaystyle \mathbf {p} ={\frac {1}{c^{2}}}\int \mathbf {S} dV={\frac {1}{c^{2}}}\int [\mathbf {E} \times \mathbf {H} ]dV} (в системе СИ),
а для среды {\displaystyle c} заменяется на скорость света {\displaystyle c_{m}} в данной среде. Существованием импульса у электромагнитного поля объясняется, например, такое явление как давление электромагнитного излучения. Здесь {\displaystyle \mathbf {E} } и {\displaystyle \mathbf {H} } — напряжённость электрического и напряжённость магнитного поля.

## Импульс в квантовой механике

### Определение через оператор
В квантовой механике оператором импульса частицы называют оператор — генератор группы трансляций. Это эрмитов оператор, собственные значения которого отождествляются с каноническим (при отсутствии магнитного поля — обычным) импульсом системы частиц. В координатном представлении для системы нерелятивистских частиц он имеет вид
{\displaystyle {\hat {\mathbf {P} }}=\sum _{j}{\hat {\mathbf {P} }}_{j}=\sum _{j}-i\hbar \nabla _{j}},
где {\displaystyle \nabla _{j}} — оператор набла, соответствующий дифференцированию по координатам {\displaystyle j}-ой частицы.
Гамильтониан системы выражается через оператор импульса:
{\displaystyle {\hat {H}}=\sum _{i}{\frac {1}{2m_{i}}}{\hat {\mathbf {P} }}_{i}^{2}+U(\mathbf {r_{1}} ,\dots )}.
Для замкнутой системы (потенциальная энергия {\displaystyle U=0}) оператор импульса коммутирует с гамильтонианом, и импульс сохраняется.

### Определение через волны де Бройля
Формула де Бройля связывает канонический импульс и длину волны де Бройля рассматриваемого объекта. Акцентуация того, что импульс «канонический», зачастую избыточна, так как ситуация с присутствием магнитного поля в данном контексте анализируется редко (ниже также подразумевается, что поля нет).
Модуль импульса обратно пропорционален длине волны {\displaystyle \lambda :}
{\displaystyle p={\frac {h}{\lambda }}},
где {\displaystyle h} — постоянная Планка; этот же символ в перечёркнутом виде ({\displaystyle \hbar }) обозначает редуцированную постоянную Планка ({\displaystyle \hbar =h/2\pi }).
Для частиц не очень высокой энергии, движущихся со скоростью {\displaystyle v\ll c}, модуль импульса равен {\displaystyle p=mv} (где {\displaystyle m} — масса частицы), и
{\displaystyle \lambda ={\frac {h}{p}}={\frac {h}{mv}}}.
Следовательно, длина волны де Бройля тем меньше, чем больше модуль импульса.
В векторном виде это записывается как
{\displaystyle {\vec {p}}={\frac {h}{2\pi }}{\vec {k}}=\hbar {\vec {k}}},
где {\displaystyle {\vec {k}}} — волновой вектор.
Как и в классической механике, в квантовой имеет место сохранение импульса в изолированных системах. В тех явлениях, когда проявляются корпускулярные свойства частиц, их импульс записывается «классически» как {\displaystyle p=mv}, а если проявляются волновые свойства, действует связь {\displaystyle p=h\lambda ^{-1}}. При этом, как и в классической механике, сохранение импульса выступает следствием симметрии относительно сдвигов по координатам.

## Импульс в гидродинамике
В гидродинамике вместо массы материальной точки рассматривают массу единицы объёма, то есть плотность жидкости или газа {\displaystyle \rho .} При этом вместо импульса фигурирует вектор плотности импульса, совпадающий по смыслу с вектором плотности потока массы
{\displaystyle {\vec {s}}=\rho {\vec {v}}.}
Поскольку в турбулентном потоке характеристики состояния вещества (в том числе плотность и скорость) подвержены хаотическим пульсациям, физический интерес представляют осреднённые величины. Влияние гидродинамических флуктуаций на динамику потока учитывается методами статистической гидромеханики, в которой уравнения движения, описывающие поведение средних характеристик потока в соответствии с методом О. Рейнольдса получаются путём осреднения уравнений Навье-Стокса. 
Если в согласии с методом Рейнольдса представить {\displaystyle \rho ={\overline {\rho }}+\rho ',} {\displaystyle {\vec {v}}={\overline {\vec {v}}}+{\vec {v}}',} где черта сверху — знак осреднения, а штрих — отклонения от среднего, то вектор осреднённой плотности импульса приобретёт вид:
{\displaystyle \ {\overline {\vec {s}}}={\overline {\rho {\vec {v}}}}={\overline {\rho }}~{\overline {\vec {v}}}+{\vec {S}},}
где {\displaystyle \ {\vec {S}}={\overline {\rho '{\vec {v}}'}}} — вектор плотности флуктуационного потока массы (или «плотность турбулентного импульса»).

## Импульсное представление в квантовой теории поля
В квантовой теории поля часто употребляется импульсное представление на основе использования преобразования Фурье. Его преимуществами являются: удобство описания физических систем при помощи энергий и импульсов, а не при помощи пространственно-временных координат; более компактная и наглядная структура динамических переменных.